# Nguyễn Quang Hải (sinh 1997)
Nguyễn Quang Hải (sinh ngày 12 tháng 4 năm 1997) là một cầu thủ bóng đá chuyên nghiệp người Việt Nam hiện đang thi đấu ở vị trí tiền vệ tấn công hoặc tiền vệ cánh cho đội tuyển bóng đá quốc gia Việt Nam và là đội trưởng của câu lạc bộ V.League 1 Công an Hà Nội. Được đánh giá là một trong những cầu thủ Việt Nam xuất sắc nhất trong thế hệ của mình, anh nổi tiếng nhờ lối chơi giàu kỹ thuật, khả năng xử lý bóng hoàn hảo, khả năng sút phạt thần sầu và nhãn quan chiến thuật siêu hạng.
Sinh ra tại huyện Đông Anh, Quang Hải sớm tham gia đội tuyển trẻ của Hà Nội từ năm 9 tuổi. Ở tuổi 16, anh đã được đăng ký tham gia giải vô địch U-19 quốc gia 2013, sau đó anh đăng ký tham dự V.League từ năm 2014. Năm 2015, anh được Hà Nội T&T đem cho mượn tại câu lạc bộ Sài Gòn, Quang Hải có trận đấu chuyên nghiệp đầu tiên vào năm 2015 ở V.League 2. Năm 2016, anh trở lại Hà Nội và cùng đội bóng vô địch V.League 2016. Năm 2018, Quang Hải có lần đầu tiên giành Quả bóng vàng Việt Nam sau khi cùng Hà Nội vô địch V.League. Một năm sau đó, Quang Hải giúp câu lạc bộ giành cú đúp danh hiệu V.League và Cúp Quốc gia, cũng trong mùa giải đó Quang Hải cùng Hà Nội tiến tới trận chung kết liên khu vực AFC Cup 2019. Sau khi hết hạn hợp đồng với Hà Nội, Quang Hải chuyển tới Pau FC tại Ligue 2. Một năm sau, anh trở về Việt Nam và cùng Công an Hà Nội vô địch V.League 2023.
Ở cấp độ trẻ, Quang Hải là thành viên đội tuyển trẻ Việt Nam giành ngôi Á quân giải vô địch U-19 Đông Nam Á 2014 và 2015. Thành tích cùng đội tuyển lọt tới bán kết giải vô địch U-19 châu Á 2016 cũng giúp anh sau đó trở thành đội trưởng của đội tuyển U-20 Việt Nam lần đầu tiên tham dự FIFA U-20 World Cup 2017. Sau đó, anh đóng góp 5 bàn thắng trong hành trình giành ngôi á quân giải vô địch U-23 Châu Á 2018 của U-23 Việt Nam vào tháng 1 năm 2018. Anh giúp cho đội tuyển Olympic Việt Nam, lọt vào tới bán kết môn bóng đá nam tại Asiad 2018 và có mặt trong đội hình tiêu biểu của giải đấu. Quang Hải lần đầu được ra sân trong màu áo đội tuyển quốc gia Việt Nam vào tháng 6 năm 2017. Cuối năm 2018, anh cùng đội tuyển quốc gia giành chức vô địch AFF Suzuki Cup 2018, đồng thời được bình chọn là Cầu thủ xuất sắc nhất giải đấu. Bên cạnh đó, anh đã cùng với đội tuyển lọt vào đến trận tứ kết của AFC Asian Cup 2019, lọt tới vòng loại thứ 3 của FIFA World Cup 2022 và cùng với đội tuyển giành chức vô địch ASEAN Championship 2024.
Tháng 12 năm 2018, Quang Hải giành danh hiệu Quả bóng vàng Việt Nam, ngoài ra anh cũng từng là chủ nhân của Quả bóng đồng Việt Nam năm 2017 và Quả bóng bạc Việt Nam năm 2019 và 2021. Những thành tích ấn tượng giúp Quang Hải được trao tặng Huân chương Lao động hạng Ba và hạng Nhì của Nhà nước Cộng hòa xã hội chủ nghĩa Việt Nam. Ngoài ra, anh còn là Uỷ viên trung ương Hội Liên hiệp Thanh niên Việt Nam khoá VIII nhiệm kỳ 2019–2024.

## Thời thơ ấu
Nguyễn Quang Hải sinh ngày 12 tháng 4 năm 1997 tại Đông Anh, Hà Nội, là con thứ tư trong gia đình có bốn anh chị em. Bố anh là Nguyễn Quang Thuần còn mẹ là Dương Thị Cúc. Cả hai đều làm nghề nông nên hoàn cảnh khó khăn, thiếu thốn.
Quang Hải vốn có niềm đam mê bóng đá chuyên nghiệp từ nhỏ, ước mơ có một trái bóng để đá mỗi ngày là cũng làm mất đi hẳn hai ngày công của mẹ. Dù thế, bố mẹ Quang Hải vẫn tạo mọi điều kiện cho con trai mình thực hiện được niềm đam mê đối với sự nghiệp chơi bóng. Bước ngoặt đầu tiên của Quang Hải là khi anh đạt danh hiệu cầu thủ ghi nhiều bàn thắng nhất trong vòng loại Bắc Giang dành cho lứa tuổi nhi đồng do nhà tài trợ Yamaha tổ chức. Thấy được tiềm năng, huấn luyện viên của lò đào tạo trẻ Hà Nội T&T là Vũ Minh Hoàng tuyển chọn anh vào lò. Ông và bà Vũ Thu Trang nhận Quang Hải làm con nuôi và chỉ dạy tận tình, chăm sóc như con ruột trong thời gian Quang Hải ăn tập tại đây.

## Khởi đầu sự nghiệp
Năm 2006, anh bắt đầu gia nhập lò đào tạo trẻ Hà Nội T&T khi mới 9 tuổi. Năm 2013, Nguyễn Quang Hải giành chức vô địch U-21 quốc gia 2013 cùng với đội trẻ Hà Nội T&T và trở thành cầu thủ 16 tuổi đầu tiên giành được danh hiệu vô địch U-21 quốc gia.
Chỉ một năm sau, Nguyễn Quang Hải trở thành thủ quân của U-19 Hà Nội T&T, và trong năm 2014 anh đã giành liên tiếp 2 danh hiệu cá nhân Cầu thủ xuất sắc nhất giải tại U-17 quốc gia và U-19 quốc gia, đồng thời cùng U-17 Hà Nội T&T giành danh hiệu Á quân U-17 quốc gia và cùng U-19 Hà Nội T&T giành chức vô địch.. Năm 2015, Nguyễn Quang Hải cùng U-21 Hà Nội T&T một lần nữa giành chức vô địch U-21 quốc gia mặc dù không được góp mặt trong trận chung kết.
Năm 2016, Nguyễn Quang Hải giành liên tiếp 2 chức vô địch U-19 quốc gia và U-21 quốc gia cùng đội bóng thủ đô Hà Nội và ở cả hai trận chung kết anh đều trở thành cầu thủ xuất sắc nhất trận.

## Sự nghiệp câu lạc bộ

### Hà Nội

#### 2014–15: Thời gian đầu
Sau chức vô địch U-21 quốc gia 2013, Nguyễn Quang Hải được huấn luyện viên Phan Thanh Hùng đôn lên đội một Hà Nội T&T khi mới ở tuổi 16. Nhưng vì còn quá trẻ và thiếu kinh nghiệm thi đấu nên anh thường xuyên ngồi dự bị.
Do không được trọng dụng nhiều ở mùa giải trước, Quang Hải cùng một số cầu thủ trẻ của lò đào tạo Hà Nội T&T được đội bóng chủ quản đem đi cho mượn tại câu lạc bộ Hà Nội (sau được đổi tên thành câu lạc bộ Sài Gòn), tại đây anh mặc áo số 7. Anh có 4 bàn thắng và giúp đội bóng thăng hạng sau khi vô địch V.League 2 2015. Quang Hải cùng Đỗ Hùng Dũng và Phạm Đức Huy được đánh giá là các cầu thủ quan trọng trong chiến dịch thăng hạng của đội.

#### 2016–17: Những thành công đầu tiên
Mùa giải 2016, Quang Hải trở về đội bóng chủ quản Hà Nội T&T. Ngày 6 tháng 3, Quang Hải ở tuổi 19 có lần đầu được đá chính tại V.League gặp đội bóng cũ câu lạc bộ Hà Nội. Trong mùa đầu tiên chơi tại V.League, Quang Hải đã nhanh chóng khẳng định được giá trị của mình với khả năng chơi chân trái khéo léo, xử lý bóng cận chân rất kỹ thuật, những pha xử lý của Quang Hải tương tự người đàn anh Thành Lương. Quang Hải trở thành thành viên quan trọng của đội một Hà Nội T&T.  Tại mùa giải 2016, Quang Hải đóng góp 3 pha lập công ở V.League 2016 và một bàn tại Cúp Quốc gia. Dù để thua tại trận chung kết Cúp Quốc gia trước Than Quảng Ninh nhưng anh vẫn cùng Hà Nội T&T vô địch V.League năm đó nhờ hơn Hải Phòng ở chỉ số phụ.
Bước sang mùa giải 2017, Nguyễn Quang Hải cùng Hà Nội (trước đây là Hà Nội T&T) tham dự vòng sơ loại AFC Champions League gặp Kitchee trên đất Hồng Kông. Anh thi đấu đầy nỗ lực và có pha kiến tạo cho đội trưởng Gonzalo mở tỷ số ở phút thứ 72. Tuy nhiên, nỗ lực đó là không đủ đội bóng của anh phải xuống chơi ở AFC Cup khi thất bại đang tiếc với tỷ số 2–3 trước đội chủ nhà. Nguyễn Quang Hải thi đấu 5/6 trận trong mùa AFC Cup mà đội bóng của anh sớm phải chia tay từ vòng bảng
Tại V.League 2017, Quang Hải có 5 bàn thắng cho câu lạc bộ và về thứ ba giải đấu. Quang Hải đoạt giải Cầu thủ trẻ xuất sắc nhất V.League 2017. Cùng năm đó anh đoạt giải Quả bóng đồng Việt Nam năm 2017.

#### 2018: Chức vô địch V.League thứ hai và giành Quả bóng vàng Việt Nam
Quang Hải ghi được 9 bàn thắng sau 24 lần ra sân tại V.League mùa đó góp công lớn vào chức vô địch năm đó của Hà Nội. Sau những thành tích ấn tượng trong màu áo câu lạc bộ lẫn đội tuyển, Quang Hải có lần đầu tiên giành Quả bóng vàng Việt Nam tối ngày 22 tháng 12. Cuối năm đó Quang Hải đứng thứ 15 trong danh sách đề cử Cầu thủ xuất sắc nhất châu Á với 13 phiếu bầu, trở thành cầu thủ Việt Nam đầu tiên được đề cử.

#### 2019: Thành công cấp châu lục và cú đúp quốc nội
Quang Hải ghi 11 bàn thắng sau 42 trận đấu trên mọi đấu trường, giúp Hà Nội vô địch V.League lần thứ hai liên tiếp và cũng trở thành cầu thủ xuất sắc nhất giải với 8 bàn sau 24 trận. Tại đấu trường AFC Cup, Quang Hải cùng các đồng đội có lần đầu tiên tiến đến trận chung kết liên khu vực và chỉ bị loại do luật bàn thắng sân khách, anh có hai bàn thắng trong trận lượt đi bán kết liên khu vực gặp Altyn Asyr.Ngày 8 tháng 11, Quang Hải giành giải thưởng Cầu thủ nam xuất sắc nhất Đông Nam Á tại lễ trao giải AFF Awards 2019. Quang Hải có lần thứ hai có mặt trong danh sách đề cử Cầu thủ xuất sắc nhất châu Á với vị trí thứ 17.

#### 2020–22: Những mùa giải cuối cùng và ra đi
Ngày 25 tháng 6 năm 2020, Quang Hải về nhì sau Đỗ Hùng Dũng để dành Quả bóng bạc Việt Nam 2019. Ngày 20 tháng 9, Quang Hải ghi bàn thắng quan trọng ở phút 89 trong trận chung kết Cúp Quốc gia 2020 gặp Viettel để giúp Hà Nội vô địch với chiến thắng 2-1, cá nhân Quang Hải có 4 bàn thắng tại giải đấu này, chỉ sau 4 lần ra sân. Còn tại V.League 2020, Hà Nội chỉ cán đích ở vị trí thứ nhì khi kém đội dẫn đầu Viettel 2 điểm. Bàn thắng nâng tỷ số lên 2-1 vào lưới Sài Gòn của anh trong chiến thắng 4-2 trên sân nhà vào ngày 4 tháng 11 cũng giúp anh giành danh hiệu bàn thắng đẹp nhất V.League 2020.
V.League 2021 đã bị hủy bỏ chỉ sau 12 vòng đấu do đại dịch COVID-19, Quang Hải có một bàn thắng và cùng Hà Nội đứng thứ 7 trước khi giải đấu bị hủy giữa chừng.
Ngày 22 tháng 3 năm 2022, trang chủ câu lạc bộ Hà Nội thông báo Quang Hải sẽ không tiếp tục đồng hành cùng đội bóng, anh sẽ rời đi vào ngày 12 tháng 4. Quang Hải ra sân lần cuối cùng cho đội bóng thủ đô trong trận đấu Hà Nội lội ngược dòng 2–1 trước SHB Đà Nẵng vào ngày 11 tháng 4 tại vòng 1/8 Cúp Quốc gia.
Ngày 12 tháng 4, Quang Hải chính thức hết hạn hợp đồng với câu lạc bộ Hà Nội. Anh rời đội bóng theo dạng chuyển nhượng tự do và sẽ tìm thử thách mới ở nước ngoài.

### Pau
Ngày 29 tháng 6 năm 2022, sau nhiều đồn đoán về bến đỗ của mình, Quang Hải chính thức được công bố là tân binh của Pau FC thuộc giải Ligue 2 của Pháp theo bản hợp đồng có thời hạn 2 năm. Anh trở thành cầu thủ Việt Nam đầu tiên khoác áo một câu lạc bộ chuyên nghiệp tại Pháp.
Ngày 30 tháng 7 năm 2022, Quang Hải đã có trận ra mắt chính thức đầu tiên cho câu lạc bộ khi vào sân ở phút 59 thay cho Eddy Sylvestre trong trận thua 0–4 trên sân khách trước En Avant Guingamp tại Ligue 2. Dù chỉ đá có 30 phút cuối trận nhưng Quang Hải đã nhận được nhiều lời khen ngợi và được các chuyên gia chấm 6,9 điểm, cao thứ 2 trong đội. Nguyễn Quang Hải có lần đầu đá chính trong trận gặp Dijon, anh chơi 68 phút và cầm hoà đội khách  0–0 ở vòng 2.
Ngày 8 tháng 10, Quang Hải đã vào sân và ghi bàn thắng ấn định tỷ số 2-2 cho Pau trước đội khách Rodez ở vòng 11 Ligue 2. Đây là bàn thắng đầu tiên của Quang Hải ở Ligue 2, giúp anh thành cầu thủ gốc Việt Nam đầu tiên ghi bàn ở một giải bóng đá chuyên nghiệp châu Âu. Anh làm được điều này ở trận thứ 8 tại giải, sau 228 phút thi đấu. Nhưng tại các trận đấu sau đó, Quang Hải không còn được huấn luyện viên Didier Tholot trọng dụng và thường xuyên ngồi dự bị, thi thoảng mới được vào sân ở những phút cuối trận. Thậm chí, anh còn có lúc phải xuống chơi cho đội B ở giải hạng năm để lấy lại cảm giác bóng.
Sau nhiều tin đồn rời câu lạc bộ thì ngày 5 tháng 6 năm 2023, người đại diện của Quang Hải, Michele Donato và chủ tịch Pau FC, Bernard Laporte-Fray thông báo rằng Quang Hải và Pau đã đạt được thỏa thuận chấm dứt hợp đồng.

### Công an Hà Nội
Ngày 22 tháng 6 năm 2023, câu lạc bộ Công an Hà Nội đưa ra thông báo đã chính thức có được chữ ký của Nguyễn Quang Hải với bản hợp đồng có thời hạn 1,5 năm.

#### 2023: Thích nghi lại và vô địch V.League
Ngày 2 tháng 7, Quang Hải có trận đấu ra mắt Công an Hà Nội, anh thi đấu 76 phút và cùng đội chịu thất bại 0–1 trước SHB Đà Nẵng. Trong thời gian đầu, anh chịu khá nhiều áp lực vì không thể hiện được như kỳ vọng, trong đó có một quả phạt đền hỏng trong loạt sút luân lưu khiến đội bóng để thua Nam Định và bị loại ngay vòng 1/8 Cúp Quốc gia. Quang Hải có bàn thắng đầu tiên trong trận đấu gặp Viettel tại V.League vào ngày 12 tháng 8, anh ghi bàn thắng từ chấm luân lưu. Ngày 27 tháng 8, Quang Hải có kiến tạo trong trận gặp Thanh Hóa tại vòng cuối V.League mùa giải 2023 cho Gustavo mở tỷ số trận đấu, với kết quả hòa thì Công an Hà Nội là nhà vô địch giải đấu.

#### 2024-nay: Đảm nhận băng đội trưởng và Á quân ASEAN Club Championship
Trong mùa giải 2023-24, Quang Hải có phong độ rất ấn tượng tại V.League với 8 bàn thắng và 3 kiến tạo sau 24 lần ra sân, có lúc cạnh tranh vua phá lưới. Tuy nhiên Công an Hà Nội thi đấu bết bát trong giai đoạn cuối mùa giải và tụt sâu xuống vị trí thứ sáu trên bảng xếp hạng.
Ngày 18 tháng 7, trang chủ Công an Hà Nội chính thức thông báo đã thành công gia hạn hợp đồng với Quang Hải, bản hợp đồng mới sẽ kéo dài đến năm 2027. Anh trở thành đội trưởng đội bóng sau sự ra đi của Hồ Tấn Tài vào mùa hè. 
Mùa giải đầu tiên đeo băng đội trưởng, Quang Hải đã đưa Công an Hà Nội vào tới chung kết ASEAN Club Championship, dù đã dẫn trước 2-0 trong hiệp 1 nhưng họ lại bị cầm hoà và để thua 3-2 trên chấm luân lưu. Công an Hà Nội được an ủi phần nào khi thắng đậm 5-0 trước Thanh Hoá, trong đó Quang Hải góp dấu giày trong bàn phản lưới nhà mở tỷ số của hậu vệ đội bạn. Cá nhân Quang Hải có 5 bàn sau 37 trận, đóng góp nhiều vào lối chơi chung của đội.

## Sự nghiệp quốc tế

### 2011–2017: Cấp độ trẻ và ra mắt đội tuyển
Năm 2011, Nguyễn Quang Hải mới 14 tuổi được gọi lên đội tuyển U-16 Việt Nam, thi đấu với những cầu thủ lớn tuổi hơn tại vòng loại U-16 châu Á 2012.
Sau màn thi đấu ấn tượng tại giải vô địch U-19 quốc gia 2014, Nguyễn Quang Hải được huấn luyện viên Guillaume Graechen gọi bổ sung vào đội tuyển U-19 Việt Nam đi tập huấn tại Nhật Bản.
Tại giải vô địch U-19 Đông Nam Á 2014, Nguyễn Quang Hải cùng U-19 Việt Nam giành ngôi Á quân, anh góp mặt ở cả hai trận đấu mà U-19 Việt Nam thất bại trước U-19 Nhật Bản (một trận vòng bảng và trận chung kết). Cũng trong năm 2014, Quang Hải cùng U-19 Việt Nam đạt giải Á quân Cúp Hassanal Bolkiah diễn ra tại Brunei. Tới giải vô địch Đông Nam Á 2015, Nguyễn Quang Hải góp mặt khá muộn cùng đội tuyển U-19 do chiến dịch giành vé thăng hạng của câu lạc bộ Hà Nội. Chỉ 24 giờ sau khi đội bóng giành vé lên chơi V.League 1, Nguyễn Quang Hải đã sang Lào để hội quân cùng đội tuyển U-19 Việt Nam của huấn luyện viên Hoàng Anh Tuấn tham dự giải. Đây là giải đấu mà U-19 Việt Nam đã một lần nữa vào đến chung kết nhưng sau đó thua 0–6 trước U-19 Thái Lan.
Anh vắng mặt hoàn toàn tại giải U-19 Đông Nam Á 2016 do bận thi đấu cho Hà Nội T&T trong cuộc đua danh hiệu tại V.League và Cúp Quốc gia. Tại giải vô địch U-19 châu Á 2016, huấn luyện viên Hoàng Anh Tuấn lại triệu tập Nguyễn Quang Hải vào đội U-19 quốc gia và trở thành một trong những nhân tố chủ lực của đội tuyển trong hành trình lần đầu tiên lọt vào đến bán kết và giành một suất dự FIFA U-20 World Cup năm 2017.
Được sự tín nhiệm của huấn luyện viên Hoàng Anh Tuấn, Nguyễn Quang Hải đã được chọn làm đội trưởng của đội tuyển trong suốt giải đấu. Anh suýt chút nữa ghi được bàn thắng đầu tiên cho U-20 Việt Nam tại sân chơi World Cup khi dứt điểm trúng xà ngang trong trận đấu với Honduras. U-20 Việt Nam bị loại với vị trí bét bảng E, nhưng giành 1 điểm ngay trong lần đầu ra đấu trường World Cup đã là rất ấn tượng đối với U-20 Việt Nam.
Tháng 2 năm 2017, Nguyễn Quang Hải cùng một loạt các tuyển thủ góp công giúp U-20 Việt Nam tham dự World Cup U-20 2017 như Hà Đức Chinh, Bùi Tiến Dũng,... do huấn luyện viên Nguyễn Hữu Thắng triệu tập được báo giới trong nước nhắc đến như "làn gió mới" cho đội tuyển U-23 Việt Nam. Ngay tại trận đấu anh ra mắt đội tuyển U-23 Việt Nam gặp đội tuyển U-23 Malaysia, Nguyễn Quang Hải được đánh giá là mũi tấn công mang lại nhiều đột biến ở phía cánh trái trong chiến thắng 3–0 của đội nhà.
Nguyễn Quang Hải lần đầu tiên được ra sân trong màu áo đội tuyển quốc gia Việt Nam khi anh vào sân thay tiền vệ Lương Xuân Trường thi đấu với Jordan ở vòng loại Asian Cup 2019 vào tháng 6 năm 2017. Dưới thời huấn luyện viên tạm quyền Mai Đức Chung, Nguyễn Quang Hải đã có bàn thắng đầu tiên cho đội tuyển quốc gia trong sự nghiệp khi anh đánh đầu ấn định chiến thắng 2–1 cho đội tuyển Việt Nam trước Campuchia trên sân khách cũng tại trận đấu thuộc khuôn khổ vòng loại Asian Cup.
Nguyễn Quang Hải lần đầu tiên được tham dự SEA Games 2017 tổ chức tại Malaysia vào tháng 8 năm 2017 trong màu áo U-22 Việt Nam. Sở hữu dàn cầu thủ tài năng từng chơi rất hay ở lứa U-19, nhưng U-22 Việt Nam đã bị loại đầy cay đắng ngay từ vòng bảng sau khi để thua 0-3 trước đại kình địch là U-22 Thái Lan. Ở giải đấu này, Nguyễn Quang Hải kịp để lại một bàn thắng bằng pha đá phạt chếch về phía cánh phải vào phút thứ 71 trong trận đấu gặp U-22 Campuchia.
Khi huấn luyện viên trưởng Park Hang-seo mới được bổ nhiệm, Nguyễn Quang Hải nhanh chóng giành được sự tin tưởng của tân huấn luyện viên Việt Nam. Tại giải giao hữu M-150 Cup 2017 tổ chức tại Thái Lan, Nguyễn Quang Hải thi đấu bùng nổ và ghi 2 bàn thắng đẹp trong trận đấu gặp U-23 Myanmar. Anh được huấn luyện viên Park Hang-seo đánh giá là một trong hai cầu thủ rất quan trọng của đội tuyển U-23 Việt Nam, bên cạnh tiền đạo Nguyễn Công Phượng. U-23 Việt Nam đứng hạng ba tại giải đấu đó.

### 2018: Kỳ tích giải U-23 châu Á, hạng tư Asian Games và vô địch AFF Cup
Giải vô địch U-23 châu Á 2018 đã nâng Quang Hải lên tầm cao mới, anh có 5 bàn thắng tại giải đấu và đưa U-23 Việt Nam vào chung kết một cách kỳ diệu. Với 2 bàn thắng vào lưới Hàn Quốc và Úc tại vòng bảng, Quang Hải giúp U-23 Việt Nam có lần đầu tiên tiến tới tứ kết với 4 điểm. Sau khi vượt qua U-23 Iraq kịch tính bằng loạt sút phạt đền thì U-23 Việt Nam một lần nữa làm nên địa chấn khi cầm hoà đội tuyển U-23 Qatar với tỷ số 2-2 bằng cú đúp của Quang Hải và đánh bại trên chấm luân lưu sau đó để có lần đầu tiên Việt Nam được vào một trận chung kết châu lục. Tại trận đấu cuối cùng gặp U-23 Uzbekistan, thời tiết tại Thường Châu khi đó rất khắc nhiệt khi tuyết bao phủ dày đặc tại sân vận động nhưng ban tổ chức vẫn quyết định tổ chức vào ngày 27 tháng 1 năm 2018 theo đúng lịch trình. Quang Hải ghi bàn từ chấm đá phạt gỡ hòa 1-1 cho U-23 Việt Nam ở phút 41, sau đó bàn thắng của anh cũng được bình chọn là bàn thắng đẹp nhất giải do người hâm mộ bình chọn. Dù thua cay đắng với bàn thắng của Andrey Sidorov ở phút 120 nhưng Quang Hải cùng các đồng đội vẫn được chào đón nồng nhiệt sau khi trở về nước.
Để chuẩn bị cho Asiad 2018, Quang Hải được triệu tập lên Olympic Việt Nam để tham dự giải giao hữu Vinaphone Cup vào tháng 8, anh có một kiến tạo cho Công Phượng nâng tỷ số lên 2-1 trong trận mở màn gặp Palestine và cùng Việt Nam vô địch. Bước vào kỳ Asiad, Việt Nam lần đầu tiên vào tới bán kết tại Đại hội thể thao châu Á ở cấp độ bóng đá, dù không thể giành tấm huy chương đồng trong trận tranh hạng ba nhưng việc trở thành 4 đội mạnh nhất đã là kỳ tích với bóng đá Việt Nam, cá nhân Quang Hải cũng có 2 bàn thắng, một trong số đó là bàn thắng trong chiến thắng 1-0 trước Olympic Nhật Bản ở lượt cuối vòng bảng.
Nguyễn Quang Hải được huấn luyện viên Park Hang-seo triệu tập để tham dự AFF Cup 2018. Ngay trận ra quân gặp Lào vào ngày 8 tháng 11, Quang Hải đã ấn định chiến thắng bằng quả đá phạt nâng tỷ số lên 3-0 cho Việt Nam. Ngày 24 tháng 11, anh tiếp tục ghi bàn tại lượt cuối vòng bảng gặp Campuchia để giúp đội nhà tiến tới bán kết dễ dàng. Quang Hải ghi bàn thắng mở tỷ số trong trận bán kết lượt về gặp Philippines, chung cuộc Việt Nam vào chung kết sau hai lượt trận với tổng tỷ số là 4-2. Tại chung kết, Việt Nam gặp Malaysia, sau khi cầm hòa 2-2 trên sân khách tại chung kết lượt đi thì tại trận lượt về vào ngày 15 tháng 12, Quang Hải tung đường kiến tạo cho tiền đạo Nguyễn Anh Đức ghi bàn mở tỷ số ngay phút thứ 6 và giúp Việt Nam vô địch AFF Cup lần thứ hai sau 10 năm kể từ kì AFF Cup 2008. Anh giành giải thưởng Cầu thủ xuất sắc nhất giải và lọt vào đội hình xuất sắc nhất AFF Cup 2018. Sau những thành công và đóng góp cho bóng đá Việt Nam trong năm 2018, Quang Hải được Thủ tướng Chính phủ Việt Nam Nguyễn Xuân Phúc trao Huân chương Lao động hạng nhì như lời cảm ơn cho những đóng góp của anh.

### 2019–2020: Asian Cup và huy chương vàng SEA Games

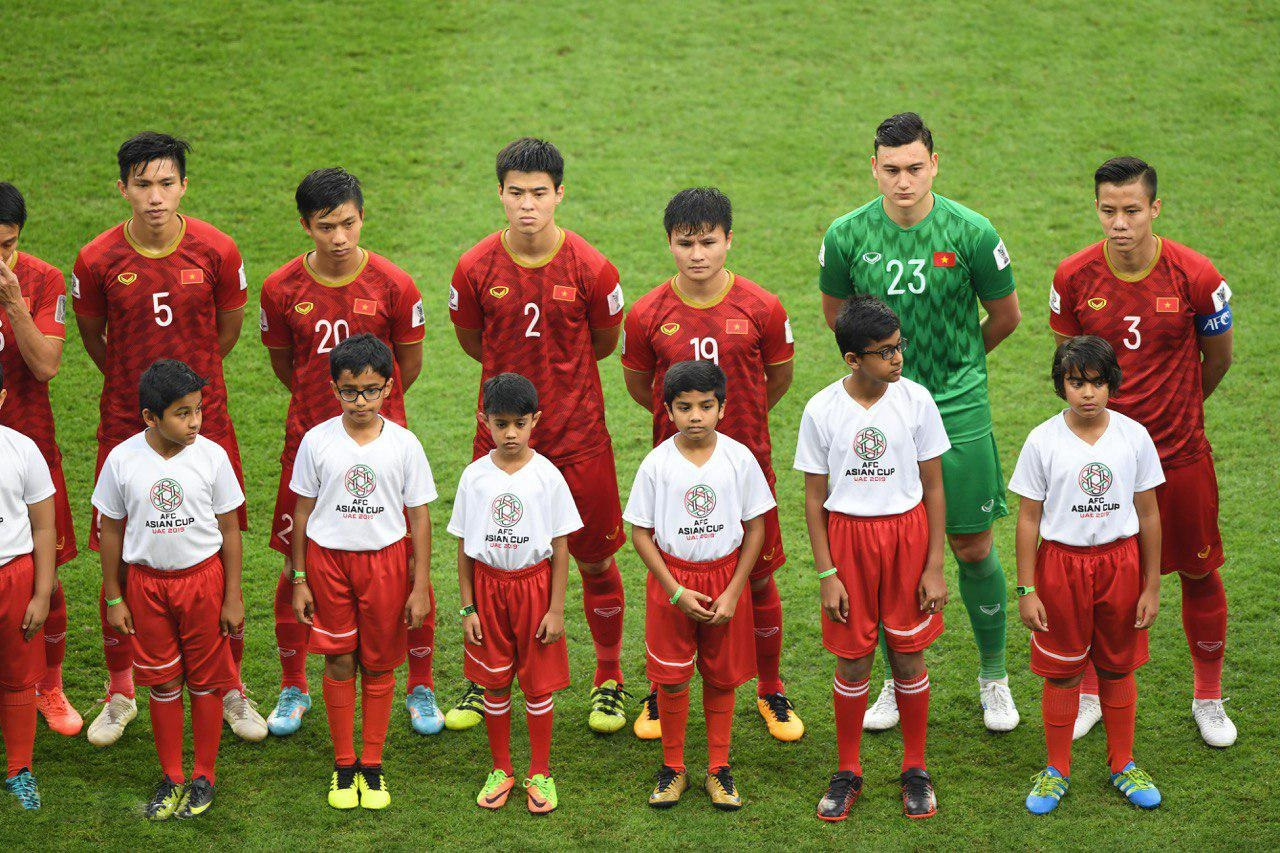
Quang Hải (đứng thứ ba từ bên phải) trước trận tứ kết với Nhật Bản tại AFC Asian Cup 2019

Quang Hải có tên trong danh sách tham dự Asian Cup 2019 vào tháng 12 năm 2018. Vào ngày 16 tháng 1 năm 2019, Quang Hải mở tỷ số trong chiến thắng 2-0 ở lượt cuối vòng bảng gặp Yemen. Là một trong 4 đội xếp thứ ba có thành tích tốt nhất, Việt Nam may mắn vượt qua vòng bảng và tiếp tục đánh bại Jordan ở vòng 1/8 để có lần thứ hai trong lịch sử vào tới tứ kết của giải và chỉ dừng bước sau khi thua 0-1 trước Nhật Bản.
Sau khi về nhì tại giải giao hữu King's Cup 2019 tại Thái Lan khi thua Curaçao ở loạt luân lưu, Quang Hải tiếp tục được huấn luyện viên Park triệu tập trong chiến dịch vòng loại World Cup 2022. Anh ghi bàn thắng duy nhất trong chiến thắng trước Malaysia vào ngày 10 tháng 10 giúp Việt Nam có 3 điểm đầu tiên tại bảng G.
Nguyễn Quang Hải đảm nhận tấm băng đội trưởng tại SEA Games 2019. Anh có một bàn thắng và kiến tạo trong chiến thắng 6-1 trước U-22 Lào vào ngày 28 tháng 11. Trận tiếp theo gặp Indonesia, Quang Hải có pha đánh đầu kiến tạo cho Nguyễn Hoàng Đức ghi bàn thắng quan trọng lội ngược dòng 2-1 ở phút bù giờ. Nhưng chấn thương trong trận đấu sau đó gặp Singapore khiến anh phải rời giải sớm và được Đỗ Hùng Dũng tiếp nhận băng thủ quân. Dù thiếu Quang Hải nhưng U-22 Việt Nam vẫn giành huy chương vàng sau khi đánh bại đối thủ cũ Indonesia 3-0 ở chung kết và anh cũng kịp có mặt trong lễ trao giải.
Được kỳ vọng sẽ lặp lại điều kỳ diệu như giải đấu hai năm trước, nhưng Quang Hải và U-23 Việt Nam lại để lại nỗi thất vọng khi bước vào giải U-23 châu Á 2020. Thi đấu rất tốt tại vòng loại nhưng tới khi vào giải, U-23 Việt Nam loại ngay từ vòng bảng với hai trận hoà 0-0 trước U-23 UAE và Jordan trước khi nhận thất bại 1-2 ở lượt cuối gặp U-23 CHDCND Triều Tiên và xếp cuối bảng với chỉ 2 điểm.

### 2021–2023: Vòng loại World Cup 2022 và về nhì tại AFF Cup
Sau quãng thời gian tạm dừng vì đại dịch COVID-19, vòng loại World Cup trở lại sau gần hai năm. Ngày 7 tháng 6 năm 2021, trong chiến thắng 4-0 của đội tuyển Việt Nam trước Indonesia, Quang Hải ghi một bàn thắng từ cú sút chìm từ ngoài vòng cấm nâng tỷ số lên 2-0. Kết thúc 8 trận tại vòng loại thứ 2 World Cup, Việt Nam đứng nhì bảng G và có lần đầu tiên góp mặt tại vòng loại cuối cùng của World Cup. Ngay trận mở màn gặp Ả Rập Xê Út vào ngày 2 tháng 9, Quang Hải bất ngờ mở tỷ số ngay phút thứ 3 với cú sút xa rất căng, bàn thắng đó giúp anh trở thành cầu thủ Việt Nam đầu tiên ghi bàn tại vòng loại thứ 3 World Cup. Nhưng không giữ được kết quả lâu, Ả Rập Xê Út lội ngược dòng thắng 3-1. Ngày 7 tháng 10, anh có kiến tạo cho Nguyễn Tiến Linh ghi bàn trong bàn thắng gỡ hòa 2-2 ở phút 90 trong trận gặp Trung Quốc, nhưng Việt Nam vẫn chịu thất bại 2-3 sau bàn thắng ở phút 90+5 của Vũ Lỗi.
AFF Cup 2020 bị dịch sang một năm do COVID-19, Quang Hải có 2 bàn thắng tại giải đấu vào lưới Malaysia và Campuchia tại vòng bảng giúp Việt Nam đi tiếp với vị trí nhì bảng. Tại bán kết Việt Nam gặp Thái Lan, anh chơi khá tốt trong cả lượt đi, lượt về nhưng đội tuyển Việt Nam vẫn bị loại với tổng tỷ số 0-2 sau hai lượt trận vì những sai lầm cá nhân. Quang Hải thi đấu nốt những trận đấu còn lại tại vòng loại World Cup 2022 khi đội tuyển Việt Nam gần như đã hết cơ hội đi tiếp. Anh có những đóng góp nhất định trong 4 điểm lịch sử của Việt Nam sau chiến thắng 3-1 trước Trung Quốc và trận hòa Nhật Bản 1-1.
Tháng 9 năm 2022, anh có tên trong đội tuyển tham dự giải giao hữu Hưng Thịnh 2022, anh thi đấu một trận trong chiến thắng 3-0 ở trận đấu cuối gặp Ấn Độ và cùng Việt Nam vô địch dễ dàng.
Quang Hải sau khi trở về từ Pháp trong màu áo Pau đã cùng toàn đội hội quân để chuẩn bị cho AFF Cup 2022, đây là giải đấu mà toàn đội rất mong muốn vô địch để tri ân huấn luyện viên Park Hang-seo vì đây là giải đấu cuối cùng mà ông dẫn dắt cho đội tuyển Việt Nam. Anh có kiến tạo trong trận gặp Malaysia cho Hoàng Đức nâng tỷ số lên 3-0 vào ngày 27 tháng 12. Việt Nam lại gặp Thái Lan tại trận chung kết, Quang Hải thi đấu trong cả hai lượt trận nhưng không để lại nhiều ấn tượng và chấp nhận thua với tổng tỷ số 2-3. Quang Hải gây thất vọng khi gần như không có đóng góp nào tại giải và chỉ có duy nhất một đường kiến tạo trong cả giải.

### 2024–nay: Thất vọng dưới thời Troussier và chức vô địch ASEAN Cup lần thứ hai

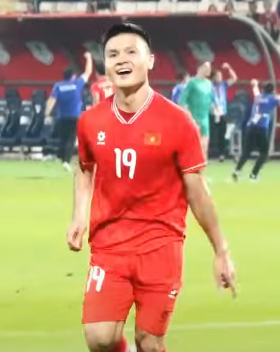
Quang Hải ăn mừng với chức vô địch của đội tuyển Việt Nam sau trận chung kết ASEAN Cup 2024.

Nguyễn Quang Hải được triệu tập trong danh sách 26 cầu thủ tham dự AFC Asian Cup 2023, đây là giải đấu chính thức đầu tiên mà Quang Hải tham dự dưới thời tân huấn luyện viên Philippe Troussier. Ở lượt trận thứ hai gặp Indonesia vào ngày 19 tháng 1 năm 2024, anh được ra sân từ đầu và đeo tấm băng đội trưởng, nhưng với việc để thua 0-1, Việt Nam trở thành đội tuyển đầu tiên bị loại sớm tại giải chỉ sau hai trận vòng bảng. Lượt cuối vòng bảng vào ngày 24 tháng 1, Quang Hải vào sân từ ghế dự bị và ghi bàn gỡ hoà 2-2 cho đội tuyển Việt Nam ở phút 90+1 trong trận gặp Iraq trước khi thua 2-3 từ một quả phạt đền ở những giây cuối cùng, bàn thắng này giúp anh trở thành cầu thủ Việt Nam đầu tiên ghi bàn tại hai kỳ Asian Cup và ngang bằng với Nguyễn Công Phượng, trở thành cầu thủ Việt Nam ghi nhiều bàn nhất tại giải với 2 bàn thắng.
Quang Hải dự bị trong cả hai trận đấu thua 0-1 và 0-3 trước Indonesia tại vòng loại World Cup 2026. Trận đấu lượt về vào ngày 26 tháng 3, anh tỏ rõ sự thất vọng khi ngồi chứng kiến đội nhà thua 0-3 trước Indonesia nhưng không được vào sân một phút nào. Việt Nam hết cơ hội đi tiếp tại vòng loại World Cup 2026 sau khi chỉ đứng thứ ba sau Indonesia và Iraq.
Dưới thời huấn luyện viên Kim Sang-sik, Quang Hải có tên trong danh sách 26 cầu thủ tham dự ASEAN Cup 2024. Đây là giải đấu chứng kiến đội tuyển Việt Nam thi đấu thăng hoa kể từ khi có tiền đạo nhập tịch gốc Brazil Nguyễn Xuân Son. Tại giải đấu này, Quang Hải đã để lại dấu ấn lớn khi có được hai bàn thắng trong chiến thắng trước Indonesia và Myanmar để đưa đội tuyển Việt Nam vào bán kết. Trong trận chung kết trước đại kình địch Thái Lan, anh đã tạo ra một quả treo bóng chuẩn xác giúp cho Vũ Văn Thanh đánh đầu kiến tạo để Nguyễn Xuân Son lập công trong chiến thắng 2–1 ở lượt đi. Đến trận lượt về, anh vào sân từ băng ghế dự bị và tỏa sáng khi góp dấu giày trong cả hai bàn ở những phút cuối trận để giành chiến thắng kịch tích 3–2 trước Thái Lan trên sân vận động Rajamangala, qua đó đưa Việt Nam có lần thứ ba vô địch ASEAN Cup sau sáu năm chờ đợi.

## Phong cách thi đấu
Là cầu thủ sở hữu một dáng người nhỏ con, song Quang Hải nổi tiếng với khả năng xử lý bóng và kỹ thuật tốt. Xuyên suốt sự nghiệp thi đấu, anh là một cầu thủ đa năng khi có thể thi đấu nhiều vị trí trên hàng tấn công như tiền vệ cánh, tiền vệ tấn công hay tiền đạo cánh. 
Trong giai đoạn khi huấn luyện viên Park Hang-seo nắm quyền đội tuyển Việt Nam, Quang Hải không còn chơi thuần túy như một tiền vệ biên mà anh được chơi trong vai trò một tiền đạo cánh trong sơ đồ 3-4-3; nhờ vậy mà Quang Hải được xuất hiện thường trực ở hành lang trong và trung lộ nhiều hơn. Khả năng sút xa, dứt điểm một chạm cũng được phát huy một cách tốt nhất. Ngoài ra, anh cũng có khả năng đá phạt rất tốt nhờ cái chân trái điêu luyện, những quả đá phạt của Quang Hải thường có đường đi uốn cong và trúng góc chết trong khung thành.

## Đời tư
Quang Hải trải qua khá nhiều mối tình. Từ năm 2021, anh bắt đầu có tình cảm với Chu Thanh Huyền, một người mẫu kinh doanh mỹ phẩm trên mạng xã hội. Lễ cưới đầu tiên của anh với Thanh Huyền diễn ra vào ngày 28 tháng 3 năm 2024 ở quê Xuân Nộn, Đông Anh với hơn 1200 khách tham dự. Sau đó vào ngày 6 tháng 4 lễ cưới thứ hai diễn ra tại khách sạn sang trọng tại Hà Nội. Ngày 13 tháng 7, anh chính thức đón con trai đầu lòng với Chu Thanh Huyền, đặt tên là Nguyễn Quang Minh.

## Thống kê sự nghiệp

### Câu lạc bộ
Tính đến 2 tháng 7 năm 2025
| Câu lạc bộ          | Mùa giải            | Quốc gia               | Quốc gia | Quốc gia | Cúp quốc gia | Cúp quốc gia | Châu lục | Châu lục | Khác | Khác | Tổng cộng | Tổng cộng |
| Câu lạc bộ          | Mùa giải            | Giải đấu               | Trận     | Bàn      | Trận         | Bàn          | Trận     | Bàn      | Trận | Bàn  | Trận      | Bàn       |
| ------------------- | ------------------- | ---------------------- | -------- | -------- | ------------ | ------------ | -------- | -------- | ---- | ---- | --------- | --------- |
| Sài Gòn (mượn)      | 2015                | V.League 2             | 13       | 4        | 0            | 0            | –        | –        | –    | –    | 13        | 4         |
| Hà Nội              |                     |                        |          |          |              |              |          |          |      |      |           |           |
| 2016                | V.League 1          | 25                     | 3        | 7        | 1            | 2            | 0        | 1        | 0    | 35   | 4         |           |
| 2017                | V.League 1          | 26                     | 5        | 2        | 0            | 6            | 0        | 1        | 0    | 35   | 5         |           |
| 2018                | V.League 1          | 24                     | 9        | 6        | 1            | –            | –        | –        | –    | 30   | 10        |           |
| 2019                | V.League 1          | 24                     | 8        | 3        | 1            | 15           | 2        | –        | –    | 42   | 11        |           |
| 2020                | V.League 1          | 17                     | 4        | 4        | 4            | –            | –        | 1        | 0    | 22   | 8         |           |
| 2021                | V.League 1          | 9                      | 1        | –        | –            | –            | –        | 1        | 0    | 10   | 1         |           |
| 2022                | V.League 1          | 2                      | 1        | 2        | 0            | –            | –        | –        | –    | 4    | 1         |           |
| Tổng cộng           | Tổng cộng           | 127                    | 31       | 24       | 7            | 23           | 2        | 4        | 0    | 178  | 40        |           |
| Pau                 | 2022–23             | Ligue 2                | 12       | 1        | 1            | 0            | –        | –        | –    | –    | 13        | 1         |
| Pau B               | 2022–23             | Championnat National 3 | 7        | 0        | –            | –            | –        | –        | –    | –    | 7         | 0         |
| Pau B               | Tổng cộng           | Tổng cộng              | 19       | 1        | 1            | 0            | 0        | 0        | 0    | 0    | 20        | 1         |
| Công an Hà Nội      | 2023                | V.League 1             | 8        | 1        | 1            | 0            | –        | –        | –    | –    | 9         | 1         |
| Công an Hà Nội      | 2023–24             | V.League 1             | 22       | 8        | 1            | 0            | –        | –        | 1    | 0    | 24        | 8         |
| Công an Hà Nội      | 2024–25             | V.League 1             | 25       | 3        | 4            | 1            | –        | –        | 9    | 1    | 37        | 5         |
| Công an Hà Nội      | Tổng cộng           | Tổng cộng              | 55       | 12       | 6            | 1            | 0        | 0        | 10   | 1    | 70        | 14        |
| Tổng cộng sự nghiệp | Tổng cộng sự nghiệp | Tổng cộng sự nghiệp    | 214      | 48       | 31           | 8            | 23       | 2        | 14   | 1    | 281       | 59        |

### Quốc tế
Tính đến trận đấu diễn ra vào ngày 10 tháng 6 năm 2025
| Đội       | Năm       | Trận | Bàn |
| --------- | --------- | ---- | --- |
| Việt Nam  | 2017      | 3    | 1   |
| Việt Nam  | 2018      | 9    | 3   |
| Việt Nam  | 2019      | 12   | 2   |
| Việt Nam  | 2020      | 0    | 0   |
| Việt Nam  | 2021      | 14   | 4   |
| Việt Nam  | 2022      | 9    | 0   |
| Việt Nam  | 2023      | 8    | 0   |
| Việt Nam  | 2024      | 16   | 3   |
| Việt Nam  | 2025      | 5    | 1   |
| Tổng cộng | Tổng cộng | 76   | 14  |

### Bàn thắng quốc tế

#### Bàn thắng cho Việt Nam
| #  | Ngày                 | Địa điểm                                               | Đối thủ     | Tỷ số | Kết quả | Giải đấu                      |
| -- | -------------------- | ------------------------------------------------------ | ----------- | ----- | ------- | ----------------------------- |
| 1  | 5 tháng 9 năm 2017   | Sân vận động Olympic Phnôm Pênh, Phnôm Pênh, Campuchia | Campuchia   | 2–1   | 2–1     | Vòng loại AFC Asian Cup 2019  |
| 2  | 8 tháng 11 năm 2018  | Sân vận động Quốc gia Lào mới, Viêng Chăn, Lào         | Lào         | 3–0   | 3–0     | AFF Cup 2018                  |
| 3  | 24 tháng 11 năm 2018 | Sân vận động Hàng Đẫy, Hà Nội, Việt Nam                | Campuchia   | 2–0   | 3–0     | AFF Cup 2018                  |
| 4  | 6 tháng 12 năm 2018  | Sân vận động Quốc gia Mỹ Đình, Hà Nội, Việt Nam        | Philippines | 1–0   | 2–1     | AFF Cup 2018                  |
| 5  | 16 tháng 1 năm 2019  | Sân vận động Hazza bin Zayed, Al Ain, UAE              | Yemen       | 1–0   | 2–0     | AFC Asian Cup 2019            |
| 6  | 10 tháng 10 năm 2019 | Sân vận động Quốc gia Mỹ Đình, Hà Nội, Việt Nam        | Malaysia    | 1–0   | 1–0     | Vòng loại FIFA World Cup 2022 |
| 7  | 7 tháng 6 năm 2021   | Sân vận động Al Maktoum, Dubai, UAE                    | Indonesia   | 2–0   | 4–0     | Vòng loại FIFA World Cup 2022 |
| 8  | 2 tháng 9 năm 2021   | Mrsool Park, Riyadh, Ả Rập Xê Út                       | Ả Rập Xê Út | 1–0   | 1–3     | Vòng loại FIFA World Cup 2022 |
| 9  | 12 tháng 12 năm 2021 | Sân vận động Bishan, Bishan, Singapore                 | Malaysia    | 1–0   | 3–0     | AFF Cup 2020                  |
| 10 | 19 tháng 12 năm 2021 | Sân vận động Bishan, Bishan, Singapore                 | Campuchia   | 4–0   | 4–0     | AFF Cup 2020                  |
| 11 | 24 tháng 1 năm 2024  | Sân vận động Jassim bin Hamad, Al Rayyan, Qatar        | Iraq        | 2–2   | 2–3     | AFC Asian Cup 2023            |
| 12 | 15 tháng 12 năm 2024 | Sân vận động Việt Trì, Phú Thọ, Việt Nam               | Indonesia   | 1–0   | 1–0     | ASEAN Cup 2024                |
| 13 | 21 tháng 12 năm 2024 | Sân vận động Việt Trì, Phú Thọ, Việt Nam               | Myanmar     | 3–0   | 5–0     | ASEAN Cup 2024                |
| 14 | 25 tháng 3 năm 2025  | Sân vận động Gò Đậu, Bình Dương, Việt Nam              | Lào         | 5–0   | 5–0     | Vòng loại AFC Asian Cup 2027  |

## Danh hiệu
Đội trẻ Hà Nội T&T
- Giải vô địch U-19 Quốc gia: 2014, 2016
- Giải vô địch U-21 Quốc gia: 2013, 2015, 2016

Sài Gòn
- V.League 2: 2015

Hà Nội
- V.League 1: 2016, 2018, 2019
- Cúp Quốc gia: 2019, 2020
- Siêu cúp Quốc gia: 2018, 2019, 2020

Công an Hà Nội
- V.League 1: 2023
- Cúp Quốc gia: 2024–25
- Á quân ASEAN Club Championship: 2024–25

U-19 Việt Nam
- Á quân Giải vô địch U-19 Đông Nam Á: 2014, 2015
- Á quân Cúp Hassanal Bolkiah: 2014

U-22 Việt Nam
- Huy chương Vàng SEA Games: 2019

U-23/Olympic Việt Nam
- Á quân Giải vô địch U-23 châu Á: 2018
- Hạng tư Asian Games: 2018
- VFF Cup: 2018

Việt Nam
- AFF Cup/ASEAN Cup: 2018, 2024; á quân: 2022
- Á quân King's Cup: 2019
- VFF Cup: 2022

#### Cá nhân
- Đội hình xuất sắc nhất Asian Games: 2018
- Đội hình xuất sắc nhất AFF Cup/ASEAN Cup : 2018, 2020, 2024
- Cầu thủ xuất sắc nhất AFF Cup/ASEAN Cup: 2018
- Quả bóng vàng Việt Nam: 2018
- Quả bóng bạc Việt Nam: 2019, 2021
- Quả bóng đồng Việt Nam: 2017
- Cầu thủ trẻ xuất sắc nhất V.League 1: 2017, 2018
- Cầu thủ xuất sắc nhất V.League 1: 2019
- Đội hình tiêu biểu của V.League 1: 2017, 2018, 2019, 2020
- Bàn thắng đẹp nhất V.League 1: 2020
- Cầu thủ nam xuất sắc nhất Đông Nam Á: 2019
- Đội hình xuất sắc nhất Đông Nam Á: 2019
- Đội hình xuất sắc nhất AFC Asian Cup: 2019
- Đội hình xuất sắc nhất AFC Cup mọi thời đại.[85]
- Đội hình tiêu biểu của ASEAN Club Championship: 2024–25[86]

#### Huân chương
- Huân chương Lao động hạng ba: 2018, 2025
- Huân chương Lao động hạng nhì: 2018